# Wikariat apostolski Puyo
Wikariat Apostolski Puyo (łac. Apostolicus Vicariatus Puyoënsis) (hiszp. Vicariato apostólico de Puyo) – wikariat apostolski Kościoła rzymskokatolickiego w Ekwadorze. Jest podległy bezpośrednio pod Stolicę Apostolską. W roku 1886 powołana została prefektura apostolska Canelos e Macas, która od 1930 funkcjonowała pod nazwą Canelos. 29 września 1964 prefektura została podniesiona do rangi wikariatu apostolskiego, natomiast w 1976 roku zmieniona została nazwa na Puyo.

## Administratorzy

### Prefekci apostolscy Canelos e Macas
- Agostino León O.P. 1926 – 1930

### Prefekci apostolscy Canelos
- Agostino León OP, 1930 – 1936
- Giacinto Maria D’Avila O.P. 1936 – 1948
- Sebastião Acosta Hurtado O.P. 1948 – 1958
- Alberto Zambrano Palacios O.P. 1959 – 1964

### Wikariusze apostolscy Canelos
- Alberto Zambrano Palacios O.P. 1964 – 1972
- Tomás Angel Romero Gross O.P. 1973 – 1976

### Wikariusze apostolscy Puyo
- Tomás Angel Romero Gross O.P. 1976 – 1990
- Frumencio Escudero Arenas 1992 – 1998
- Rafael Cob García 1998 -